# シグマモデル
物理学では、シグマモデル(sigma model)は次の形のラグラジアン密度を記述する物理系である。
{\displaystyle {\mathcal {L}}(\phi _{1},\phi _{2},\ldots ,\phi _{n})=\sum _{i=1}^{n}\sum _{j=1}^{n}g_{ij}\;\mathrm {d} \phi _{i}\wedge {*\mathrm {d} \phi _{j}}}
gij の中のスカラーに依存して、この系が線型シグマモデルか、もしくは、非線型シグマモデルかという区分けを持つ。一般に、場 φi は、ワールドシートと呼ばれる基礎となる多様体から、内部対称性により互いに関係つけられたスカラーの対象（リーマン）多様体への写像をもたらす。（しかし、弦理論では、実際の時空であると解釈されていることがよくある。）
シグマモデルは、Gell-Mann & Lévy (1960, section 5) により導入された。名前の σ-model は、シュウィンガー(Schwinger)により早期に導入されていたスカラーが、σ(sigma) と呼ばれるスピンを持たないメソンにを表す場のモデルであることに由来している。モデルは、O(4) から O(3) への自発的対称性の破れを重要な典型例である。対称性のやぶれた 3つの軸性生成子は、最も単純なカイラル対称性の破れ(chiral symmetry breaking)の記述となっている。このときに、復活した対称性のやぶれていない O(3) はアイソスピンを表す。
基本的な例は、一次元の場の量子論である量子力学によりもたらされる。このシグマモデルは、基礎となる多様体は時間（区間、または円など）を実数の線型パラメータを持ち、対象空間は実数の直線である。
トーション(torsion)項を持つ場合の議論は、さらに興味深いWZWモデルを提供する。